# مارتن روبي
مارتن روبي (بالإنجليزية: Martin Ruby)‏ هو لاعب كرة القدم الكندية أمريكي، ولد في 9 يونيو 1922 في لوبوك في الولايات المتحدة، وتوفي في 3 يناير 2002 في سالمون آرم في كندا.